# Pseudexechia trivittata
Pseudexechia trivittata är en tvåvingeart som först beskrevs av Rasmus Carl Staeger 1840.  Pseudexechia trivittata ingår i släktet Pseudexechia och familjen svampmyggor. Arten är reproducerande i Sverige. Inga underarter finns listade i Catalogue of Life.